# Мануель Ріманн
Мануель Ріманн (нім. Manuel Riemann, нар. 9 вересня 1988, Мюльдорф, Німеччина) — німецький футболіст, воротар клубу «Бохум».

## Ігрова кар'єра
Мануель Ріманн є вихованцем клуба «Вакер» з міста Бургхаузен. З 2006 року воротар почав виступати за другу команду клубу. Дебютну гру в основі Ріманн зіграв у жовтні 2008 року у турнірі Третього дивізіону.
Влітку 2010 року Ріманн як вільний агент перейшов до клубу «Оснабрюк». У клубі він провів три сезони, переважно виступаючи у Третьому дивізіоні. Ще два сезони воротар провів, захищаючи ворота клуба Другої Бундесліги «Зандгаузен». В одному з матчів у цій команді Ріманн зробив гольову передачу.
Влітку 2015 року Ріманн приєднався до іншого клубу Другої Бундесліги «Бохум». З яким тривалий час грав у Другому дивізіоні,а в сезоні 2020/21 виграв Другу Бундеслігу і підвищився в класі. Свою першу гру у Бундеслізі Ріманн зіграв у серпні 2021 року.

## Особисте життя
Молодший брат Мануеля Ріманна Александер також професійний футболіст.

## Досягнення
Бохум
- Переможець Другої Бундесліги: 2020/21